# Loa de la Concepción
La Loa de la Concepción es una loa de Sor Juana Inés de la Cruz, compuesta entre 1670 y 1675. Su título completo es «Loa de la Concepción que, celebrando la de María Santísima, se representó en las casas de Don José Guerrero, en la Ciudad de México».
Como el título da a entender, se celebró en la casa de José Guerrero con ocasión de la fiesta de la Concepción de María (8 de diciembre). El que la familia Guerrero encargara a la poetisa esta loa es una prueba de su gran devoción.
Para Alfonso Méndez Plancarte, esta loa es «mariana y a la vez doméstica». La Devoción y la Escuela, personajes simbólicos de la Fe y la Razón, pretenden la primacía en la promulgación del dogma. La Fe es ayudada en su lucha por el Entendimiento y la Devoción por el culto. Al final todos se unen en un canto de hermandad y alegría.